# Dvorec Teriška vas
Dvorec Teriška vas (nemško Ruckenstein, Tarischenhoff) stoji v naselju Radna v Občini Sevnica.

## Zgodovina
Leta 1696 je Ernest Engelbert pl. Merherič-Fabjančič pozidal dvorec Teriška vas. Leta 1718 ga je posedoval dr. Ignac Pavel Ržen, nato leta 1723 Volf Engelbert pl. Buseth. Baroni Buseth so ga posedovali do leta 1826. Med leti 1826 pa do leta 1858 ga je posedoval grof Franc Hohenwarth. Od leta 1858 naprej so ga imeli v posesti, baron Ludvik Valois, Edvard Junger 1869, Engelina Alida Grote-Kruseman 1870, Prokop Pollak 1873, dr. Gustav Maurer med letoma 1878 in 1902. Nato Matija Hočevar ter Franc Pirker in Jožef Klun. Od leta 1907 do začetka druge vojne so ga posedovali salezijanci. Po vojni je bila v njej šola in kasneje poslovni prostori tovarne Jutranjka. Pred dvorcem je stal grajski park z drevesi, ki so bila odstranjena v letu 2003. V neposredni bližini stoji še ohranjen Volavški gradič, ki je pristava Teriške vasi.